# Silverfläckat metallfly
Silverfläckat metallfly (Autographa excelsa) är en fjärilsart som beskrevs av Kretschmar 1862. Silverfläckat metallfly ingår i släktet Autographa och familjen nattflyn. Arten förekommer tillfälligt i Sverige, men reproducerar sig inte. Inga underarter finns listade i Catalogue of Life.

## Bildgalleri

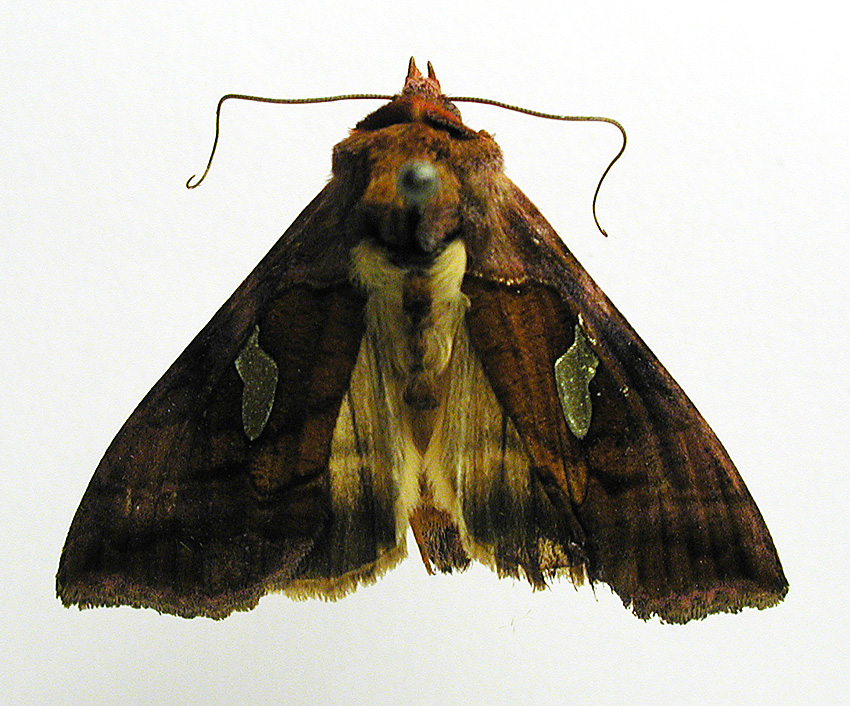